# AMP-69
AMP-69 (венг. Automata Módosított Puskagránátos[karabély] 1969, Автомат модифицированный для винтовочной гранаты 1969 года) — венгерский автомат, вариант советского АКМ. В отличие от  предшественников, мог вести стрельбу винтовочными гранатами. Является дальнейшим развитием венгерского автомата AMD-65, модернизированного в 1969 году. Производился компанией Fegyver- és Gépgyár.

## Особенности
Автомат был разработан в 1969 году как модификация AMD-65 авторства Кароя Залы. Принят на вооружение армии ВНР и Рабочей милиции в 1974 году, на вооружении МВД Венгрии состоит с 1975 года. Технически не отличался от своего предшественника. Имел тот же складной металлический трубчатый приклад, что и у AMD-65, но с новым упором. Главным отличием являлась возможность стрелять из автомата винтовочными гранатами: кумулятивной гранатой типа ПГК-69 или осколочной гранатой ПГР-69, а также гранатой со слезоточивым газом. На левой стороне ствольной коробки было крепление для кронштейна с установленным оптическим прицелом. Для большей эргономичности с цевья убрали переднюю пистолетную рукоятку, начав изготавливать его из пластмассы с вентиляционными отверстиями внизу.
AMP-69 был разработан под стандартный патрон 7,62x39 мм и использовал стандартные магазины на 30 патронов. Для стрельбы гранатами использовались небольшие магазины на 5 патронов. Перед стрельбой винтовочной гранатой на дуло устанавливалась гранатомётная насадка, а на ствольную коробку крепился особый оптический прицел. Отверстие забора пороховых газов закрывалось, что изолировало поршень. Дальность стрельбы винтовочной гранатой достигала 420—450 метров, эффективная дальность обычной стрельбы — 800 м. Оружие было снято с вооружения в 1989 году, но в 2006 году его можно было найти у участников акции протеста. В 2009 году автомат снова был принят на вооружение по просьбе 88-го лёгкого смешанного батальона и стал использоваться полицейскими отрядами.